# Byron Preiss
Byron Preiss (* 11. April 1953 in New York; † 9. Juli 2005 in East Hampton) war ein US-amerikanischer Verleger, Book Packager, Spieleentwickler und Autor.

## Leben und Wirken
Preiss studierte an den Universitäten Pennsylvania (Abschluss 1972) und Stanford und war danach für kurze Zeit als Lehrer an einer Grundschule in Philadelphia tätig. In den 1970er Jahren arbeitete er für die Fernsehserie Sesamstraße sowie Kindersendungen des TV-Senders ABC, ehe er 1979 die Firma Byron Preiss Visual Publications gründete. Weitere Firmengründungen folgten, unter anderem Byron Preiss Video Productions und im Jahr 1992 Byron Preiss Multimedia. 2005 starb Preiss bei einem Verkehrsunfall.
Preiss verlegte unter anderem Bücher von Jane Goodall, Billy Crystal, Jerry Seinfeld und Jay Leno sowie mehrere Graphic Novels. Er gab mehrere Science-Fiction-, Horror- und Fantasy-Anthologien heraus, zum Beispiel The Ultimate (ab 1991) und Weird Heroes (1975–1977).
Byron Preiss Video Productions entwickelte in den 1980er Jahren mehrere Computerspiele, unter anderem die von Telarium publizierten Textadventures Rendezvous with Rama, Fahrenheit 451 und Dragonworld sowie das von Windham Classics publizierte Textadventure Treasure Island. Fahrenheit 451 wurden von Preiss selbst zusammen mit dem Science-Fiction-Schriftsteller Ray Bradbury entwickelt, der die Romanvorlage verfasst hatte. Dragonworld entstand auf der Basis eines eigenen, von Preiss zusammen mit Michael Reaves verfassten Fantasy-Romans.
Als Autor verfasste Preiss mehrere Comic-Bücher und Romane (vorwiegend aus den Genres Krimi, Fantasy und Science-Fiction) sowie Sachbücher.
In Nachrufen wurde Byron Preiss als Pionier des elektronischen Publizierens gewürdigt. Er sei einer der ersten Verleger gewesen, der CD-ROMs und E-Books publiziert habe. Als Autor habe er eine wichtige Rolle bei der Entwicklung der modernen Graphic Novel gespielt.

## Werke (Auswahl)
- Chandler, Pyramid Books 1976 (zusammen mit dem Comic-Zeichner Jim Steranko)
- Schlomo Raven, Public Detective, Pyramid Books 1976 (zusammen mit dem Comic-Zeichner Tom Sutton)
- Starfawn, Pyramid Books 1976 (zusammen mit dem Comic-Zeichner Stephan Fabian)
- Dragonworld, Bantam Books 1979 (zusammen mit Co-Autor Michael Reaves)
- The Secret, 1982  – illustriert von John Jude Palencar[8]
- Battlestar Galactica, 1999

## Ludographie
- 1984: Rendezvous with Rama (Telarium)
- 1984: Dragonworld (Telarium)
- 1984: Fahrenheit 451 (Telarium)
- 1995: Robot City (Byron Preiss Multimedia Company)
- 1995: The Martian Chronicles (Simon & Schuster)